# Come una donna
Come una donna (Just like a Woman) è un film del 1992 diretto da Christopher Monger, che ha come protagonisti Julie Walters ed Adrian Pasdar, tratto dal romanzo Geraldine, For the Love of a Transvestite di Monica Jay.

## Trama
Gerald è un bancario americano che vive a Londra con la famiglia. La moglie Eleanor lo caccerà di casa quando scoprirà della biancheria intima femminile che non le appartiene.
Gerald trova una stanza in affitto da Monica, e tra i due nasce una relazione. Gerald tuttavia presto comincerà ad evitare Monica, la quale si sentirà tradita, dopo aver scoperto che una donna visita Gerald di notte. Questi confesserà, però, che ama vestirsi da donna, e che la misteriosa signora altri non è che il suo alter ego Geraldine. La relazione tra i due si riaccende.
Oltre a far crescere il loro amore, i due, con l'aiuto del collega C. J., riusciranno inoltre ad impedire al capo di Gerald, Millichamp, di sabotare un importante accordo tra la banca e dei soci giapponesi.